# Escut de la Font Vella
L'Escut de la Font Vella és una obra de Moià declarada Bé Cultural d'Interès Nacional.

## Descripció
Escut de la vila de Moià adossat a la part superior de la font vella. Té forma ovalada i està quarterat en creu: en el primer i el quart hi ha una creu i en el segon i tercer hi ha quatre pals. Al voltant de l'escut hi ha formes mixtilínies decoratives.